# Spilosoma costalis
Spilosoma costalis är en fjärilsart som beskrevs av Sergius G. Kiriakoff 1954. Spilosoma costalis ingår i släktet Spilosoma och familjen björnspinnare. Inga underarter finns listade i Catalogue of Life.